# Procynosuchidae
Los procinosúquidos (Procynosuchidae) son una familia de cinodontos basales. Se consideran, junto a la familia Dviniidae, como los cinodontos más primitivos. Aparecieron hace cerca de 260 millones de años y fueron más abundantes hacia finales del Pérmico, hace 251 millones de años. Se extinguieron poco antes de la Extinción masiva del Pérmico-Triásico. A pesar de ser miembros basales de los cinodontos, ya muestran algunas de las características de los mamíferos avanzados, pero su apariencia recuerda a los integrantes del suborden Therocephalia.
Los ojos de los procinosúquidos estaban situados al frente y la dentadura era más grande que la de los terocefálidos. Tenían un paladar secundario, el cual le permitía comer mientras respiraba, como lo hacen los mamíferos. Los alimentos eran desmenuzados en la boca, más que en el estómago. Las características mejoradas de la mandíbula y el arco cigomático acampanado, reflejaban una mejor diferenciación de los músculos mandibulares. Algunos procinosúquidos eran animales terrestres, pero otros como Procynosuchus eran semiacuáticos.